# Rhyacophila brevifurcata
Rhyacophila brevifurcata är en nattsländeart som beskrevs av Kumanski 1985. Rhyacophila brevifurcata ingår i släktet Rhyacophila och familjen rovnattsländor. Inga underarter finns listade i Catalogue of Life.